# Gave d’Oloron
Gave d’Oloron (wym. [gavə dɔlɔɾõ]) – rzeka w południowo-zachodniej Francji o długości 149,1 km i powierzchni dorzecza 2456 km², lewy dopływ rzeki Adour. Gave d’Oloron ma początek w mieście Oloron-Sainte-Marie, w departamencie Pireneje Atlantyckie, w miejscu zlania się wód rzek Gave d’Aspe i Gave d’Ossau. W miejscowości Peyrehorade w departamencie Landy wpada do rzeki Gave de Pau, tworząc rzekę Gaves réunis, która ok. 10 km dalej wpada do rzeki Adour.

## Głównedopływy
lewe: Vert, Joos, Lausset, Saison (zwana także Gave de Mauléon).
prawe: Escou, Auronce, Saleys.

## Ważniejsze miejscowości
Oloron-Sainte-Marie, Sauveterre-de-Béarn, Escos, Montfort, Susmiou, Peyrehorade.